# Festival RTP da Canção 2001
O XXXVII Festival RTP da Canção 2001 foi o trigésimo sétimo Festival RTP da Canção. A final teve lugar no dia 7 de março de 2001 (transmitido na RTP1 apenas no dia 11), no Europarque, em Santa Maria da Feira, a 1ª semifinal teve lugar no dia 20 de outubro de 2000, no Fórum Municipal Luísa Todi, em Setúbal, a 2ª semifinal teve lugar no dia 17 de novembro de 2000, no Teatro José Lúcio da Silva, em Leiria, a 3ª semifinal teve lugar no dia 15 de dezembro de 2000, no Conservatório Regional do Algarve, em Faro, a 4ª semifinal teve lugar no dia 19 de janeiro de 2001, no Auditório do Centro de Congressos da Madeira, no Funchal e a 5ª semifinal teve lugar no dia 16 de fevereiro de 2001, no Teatro Micaelense, em Ponta Delgada.
Sónia Araújo e Cristina Möhler foram as apresentadoras da final do festival e das cinco semifinais, a final do festival foi ganho pelos MTM com a canção "Só sei ser feliz assim". O maestro oficial do Festival da Canção 2001 foi Johnny Galvão.

## Festival
Em 2001 a RTP optou por seleccionar 50 originais a serem apresentadas em 5 eliminatórias de 10 canções cada uma. Em cada gala foram apuradas 2 canções para a final. O júri que seleccionou estas canções era composto por Tozé Brito (presidente), Luís Pedro Fonseca e José Calvário como elementos fixos deste júri. A estes nomes  adicionaram-se  outros dois, sendo um deles um dos artistas convidados a actuar numa das partes do espectáculo e o outro uma personalidade não só ligada à música como à cultura local.  A fim descentralizar o Festival, a RTP andou pelo país desde Outubro até Março a mostrar as 50 canções. Primeiro foi Setúbal (Outubro), seguindo-se Leiria (Novembro), depois Faro (Dezembro), a seguir Funchal (Janeiro), sendo a última eliminatória em Ponta Delgada (Fevereiro) e a culminar a grande final em Santa Maria da Feira (Março). 
Pela primeira vez na história do Festival RTP da Canção a final não foi transmitida em directo pelo país se encontrar de luto face à tragédia de Entre-os-Rios. A votação distrito a distrito não foi do conhecimento público, apenas apareceram gráficos com grupos de votações, onde não se ficou a saber quem votou em quem.
Este festival consistiu numa autêntica homenagem à música portuguesa que para além das canções e dos intérpretes concorrentes teve as participações de nomes consagrados da música nacional. Os cantores convidados para os seis espetáculos foram os seguintes: D'Arrasar e Luís Represas na 1ª semifinal; Os Clã e os Pólo Norte na 2ª semifinal; Adelaide Ferreira e os Santos & Pecadores na 3ª semifinal; Rita Guerra & Beto e os Santamaria na 4ª semifinal; Ala dos Namorados e João Portugal na 5ª semifinal; Os Anjos e Luís Represas na grande final.

### Formato
A fim descentralizar o Festival, a RTP andou pelo país desde outubro até março a mostrar as 50 canções. Primeiro foi Setúbal (outubro), seguindo-se Leiria (novembro), depois Faro (dezembro), a seguir Funchal (janeiro), sendo a última eliminatória em Ponta Delgada (fevereiro) e a culminar a grande final em Santa Maria da Feira (março).

#### Calendário
| Data                    | Cidade               | Local                                        | Espetáculo  |
| ----------------------- | -------------------- | -------------------------------------------- | ----------- |
| 20 de outubro de 2000   | Setúbal              | Fórum Municipal Luísa Todi                   | Semifinal 1 |
| 17 de novembro de 2000  | Leiria               | Teatro José Lúcio da Silva                   | Semifinal 2 |
| 15 de dezembro de 2000  | Faro                 | Conservatório Regional do Algarve            | Semifinal 3 |
| 19 de janeiro de 2001   | Funchal              | Auditório do Centro de Congressos da Madeira | Semifinal 4 |
| 16 de fevereiro de 2001 | Ponta Delgada        | Teatro Micaelense                            | Semifinal 5 |
| 7 de março de 2001      | Santa Maria da Feira | Europarque                                   | Final       |

### 1ª semifinal
A primeira semifinal ocorreu a 20 de outubro de 2000, no Fórum Municipal Luísa Todi, em Setúbal. "Amor, my love", interpretado por Euro e "Poder voar", interpretado por TribUrbana foram as canções que se qualificaram para a final.
| #   | Artista      | Canção                 | Música (m) / Letra (l)                       | Pontuação | Classificação |
| --- | ------------ | ---------------------- | -------------------------------------------- | --------- | ------------- |
| 1º  | Vudoo        | "Na aldeia global"     | Roberto Cartaxo (m), José Cid (l)            | 35        | 3º            |
| 2º  | Luís Mira    | "Queria-te"            | Luís Mira (m & l), Teresa Silva (l)          | 22        | 6º            |
| 3º  | 100 Rumo     | "Parei o tempo"        | Vítor Santos (m & l)                         | 18        | 8º            |
| 4º  | Tribo Urbana | "Poder voar"           | Luiz Carvalho (m & l)                        | 47        | 2º            |
| 5º  | Nina         | "Valsinha de Abril"    | Thilo Krasmann (m), Rosa Lobato de Faria (l) | 31        | 4º            |
| 6º  | Euro         | "Amor, my love"        | Artur Jordão (m), Manuela Matos Silva (l)    | 48        | 1º            |
| 7º  | Nefelibatas  | "Maré nova"            | Paulo Cavadas (m & l), Mónica Gil (l)        | 26        | 5º            |
| 8º  | Rui Silvã    | "No azul"              | Rui Silvã (m & l)                            | 19        | 7º            |
| 9º  | Baby Jane    | "O paraíso é uma onda" | Ricardo Tomás (m), Hugo Simões (l)           | 18        | 8º            |
| 10º | Psique       | "Pensar assim"         | Manuel Guerra (m & l)                        | 11        | 10º           |

### 2ª semifinal
A segunda semifinal ocorreu a 17 de novembro de 2000, no Teatro José Lúcio da Silva, em Leiria. "Secreta passagem", interpretado por Mónica Ferraz e "Chamar por ti", interpretado por Nuno Junqueira foram as canções que se qualificaram para a final.
| #   | Artista                      | Canção                                 | Música (m) / Letra (l)                            | Pontuação | Classificação |
| --- | ---------------------------- | -------------------------------------- | ------------------------------------------------- | --------- | ------------- |
| 1º  | Filipe Fonseca e Inês Soares | "Amor em tons de azul pastel e branco" | Filipe Fonseca (m & l)                            | 41        | 3º            |
| 2º  | Marés e luar                 | "Amor e mar"                           | Luís Miguel Rijo, Joel Lopes e João Calha (m & l) | 22        | 7º            |
| 3º  | Trilhos                      | "Perfume fino"                         | Luís Lapa (m & l)                                 | 28        | 5º            |
| 4º  | Ana Sofia                    | "Marcados no destino"                  | Daniel Duarte (m & l), Ana Sofia (l), Jéjé (l)    | 22        | 7º            |
| 5º  | Jaime Nascimento             | "Não há nada melhor"                   | Jaime Nascimento (m & l)                          | 16        | 9º            |
| 6º  | Ana Laíns                    | "Há sempre alguém que nos quer"        | Ana Laíns (m & l)                                 | 31        | 4º            |
| 7º  | Seita Interdita              | "Lição de saber"                       | Acácio Augusto Miranda (m & l)                    | 7         | 10º           |
| 8º  | Nuno Junqueira               | "Chamar por ti"                        | Nuno Junqueira (m & l)                            | 42        | 2º            |
| 9º  | Patty                        | "Sempre sonhei"                        | Marco Quelhas (m & l)                             | 23        | 6º            |
| 10º | Mónica Ferraz                | "Secreta passagem"                     | Miguel Braga (m & l)                              | 43        | 1º            |

### 3ª semifinal
A terceira semifinal ocorreu a 15 de dezembro de 2000, no Conservatório Regional do Algarve, em Faro. "Choro no fado", interpretado por Patrícia Colaço & duo Demo e "No tom das cores", interpretado por Sónia Mota foram as canções que se qualificaram para a final.
| #   | Artista                    | Canção                    | Música (m) / Letra (l)                  | Pontuação | Classificação |
| --- | -------------------------- | ------------------------- | --------------------------------------- | --------- | ------------- |
| 1º  | Sónia Mota                 | "No tom das cores"        | Américo Faria (m & l)                   | 40        | 2º            |
| 2º  | Gigante                    | "Descalça nos trigais"    | Remo (m & l)                            | 8         | 10º           |
| 3º  | Hugo Rodrigues             | "Chuva brilhante"         | Hugo Rodrigues (m & l)                  | 25        | 7º            |
| 4º  | Patrícia Colaço & Duo Demo | "Choro no fado"           | José Manuel Martins (m & l)             | 45        | 1º            |
| 5º  | Lura & Paulo               | "Da Terra à Lua"          | Paulo Abreu Lima (m & l)                | 32        | 5º            |
| 6º  | Izamena                    | "Mundo colorido"          | Nuno Junqueira (m & l)                  | 34        | 3º            |
| 7º  | Almabranca                 | "Seja qual for a estrada" | Almabranca (m & l)                      | 30        | 6º            |
| 8º  | Tatiana Pinto              | "O beijo do gato"         | Vítor Reia (m& l), Domingos Caetano (m) | 34        | 3º            |
| 9º  | Trio Luís Mira             | "Beleza divina"           | Luís Mira (m), Dudo Godolfim (l)        | 10        | 9º            |
| 10º | Trilhos                    | "Cais, imenso mar"        | Luís Lapa (m & l)                       | 17        | 8º            |

### 4ª semifinal
A quarta semifinal ocorreu a 19 de janeiro de 2001, no Auditório do Centro de Congressos da Madeira, em Funchal. "Agora", interpretado por Fernando de Almeida e "Tu és o ser", interpretado por Elizabete Soares foram as canções que se qualificaram para a final.
| #   | Artista             | Canção                      | Música (m) / Letra (l)                              | Pontuação | Classificação |
| --- | ------------------- | --------------------------- | --------------------------------------------------- | --------- | ------------- |
| 1º  | Tânia de Sousa      | "Viver para amar"           | Luca (m & l)                                        | 14        | 8º            |
| 2º  | Fernando de Almeida | "Agora"                     | Fernando de Almeida (m & l)                         | 43        | 1º            |
| 3º  | Elizabete Soares    | "Tu és o ser"               | Rui Batista (m & l) e Elisabete Soares (m)          | 42        | 2º            |
| 4º  | Trilhos             | "Roda de amores"            | Luís Lapa (m & l)                                   | 17        | 7º            |
| 5º  | Bruno Airaff        | "Rapariga loira"            | Thilo Krasmann (m), Rosa Lobato de Faria (l)        | 27        | 6º            |
| 6º  | Cidália Silva       | "Morrerei por ti"           | Paulo Ferraz (m), Cidália Silva (l)                 | 41        | 3º            |
| 7º  | Sandra Soares       | "Ter uma paixão"            | Rui Filipe (m & l)                                  | 32        | 5º            |
| 8º  | Eden                | "Na promessa desse olhar"   | Gerardo Rodrigues (m), Maria da Conceição Norte (l) | 11        | 9º            |
| 9º  | Mané Crestejo       | "Fechar os olhos (e olhar)" | Mané Crestejo (m), Bruno Travassos (l)              | 8         | 10º           |
| 10º | Paula Duke          | "Ventos da mudança"         | Paulinho Lemos (m), Paula Duke (l)                  | 40        | 4º            |

### 5ª semifinal
A quinta semifinal ocorreu a 16 de fevereiro de 2001, no Teatro Micaelense, em Ponta Delgada. "Só sei ser feliz assim", interpretado por MTM e "Assim por ti", interpretado por US 2 foram as canções que se qualificaram para a final.
| #   | Artista            | Canção                          | Música (m) / Letra (l)                              | Pontuação | Classificação |
| --- | ------------------ | ------------------------------- | --------------------------------------------------- | --------- | ------------- |
| 1º  | Rita Leal          | "Por ti saudade"                | Pedro Moreira (m & l)                               | 22        | 6º            |
| 2º  | Carlos Massa       | "Há outro lugar"                | Carlos Massa (m & l)                                | 29        | 5º            |
| 3º  | Jaime Nascimento   | "Nunca te despeças de mim"      | Jaime Nascimento (m & l)                            | 20        | 8º            |
| 4º  | Rosete e Duo Demo  | "Brisas de Luanda"              | António Carlos Goulart (m), José Manuel Martins (l) | 22        | 6º            |
| 5º  | António Laranjeira | "No olhar dos teus olhos"       | Pereira Pinto (m & l), António Laranjeira (l)       | 34        | 3º            |
| 6º  | Terrie Alves       | "Canta comigo (canta meu povo)" | Terrie Alves (m & l)                                | 20        | 8º            |
| 7º  | MTM                | "Só sei ser feliz assim"        | Marco Quelhas (m & l)                               | 38        | 1º            |
| 8º  | Us 2               | "Assim por ti"                  | Miguel Noronha de Andrade (m & l)                   | 37        | 2º            |
| 9º  | Miguel Braga       | "Milagres precisam-se"          | Miguel Braga (m & l)                                | 20        | 8º            |
| 10º | Jaime Nascimento   | "Fazer uma música só para ti"   | Jaime Nascimento (m), Manuela Matos Silva (l)       | 33        | 4º            |

### Final
A final ocorreu a 7 de março de 2001, no Europarque, em Santa Maria da Feira. "Só sei ser feliz assim", interpretado por MTM foi a canção vencedora.
Pela primeira vez na história do Festival RTP da Canção a final de 2001 não foi transmitida em directo pelo país se encontrar de luto face à tragédia da queda da ponte de Entre-os-Rios.
A votação distrito a distrito não foi do conhecimento público, apenas apareceram gráficos com grupos de votações, onde não se ficou a saber quem votou em quem.
| #   | Artista                    | Canção                   | Música (m) / Letra (l)                     | Pontuação | Classificação |
| --- | -------------------------- | ------------------------ | ------------------------------------------ | --------- | ------------- |
| 1º  | Fernando de Almeida        | "Agora"                  | Fernando de Almeida (m & l)                | 226       | 4º            |
| 2º  | Sónia Mota                 | "No tom das cores"       | Américo Faria (m & l)                      | 257       | 3º            |
| 3º  | Euro                       | "Amor, my love"          | Artur Jordão (m), Manuela Matos Silva (l)  | 222       | 6º            |
| 4º  | Us 2                       | "Assim por ti"           | Miguel Noronha de Andrade (m & l)          | 160       | 9º            |
| 5º  | Elizabete Soares           | "Tu és o ser"            | Rui Batista (m & l) e Elisabete Soares (m) | 207       | 7º            |
| 6º  | Tribo Urbana               | "Poder voar"             | Luiz Carvalho (m & l)                      | 225       | 5º            |
| 7º  | Patrícia Colaço & Duo Demo | "Choro no fado"          | José Manuel Martins (m & l)                | 275       | 2º            |
| 8º  | Nuno Junqueira             | "Chamar por ti"          | Nuno Junqueira (m & l)                     | 206       | 8º            |
| 9º  | Mónica Ferraz              | "Secreta passagem"       | Miguel Braga (m & l)                       | 142       | 10º           |
| 10º | MTM                        | "Só sei ser feliz assim" | Marco Quelhas (m & l)                      | 280       | 1º            |